# Moulédous
Moulédous est une commune française située dans le nord du département des Hautes-Pyrénées, en région Occitanie. Sur le plan historique et culturel, la commune est dans l’ancien comté de Bigorre, comté historique des Pyrénées françaises et de Gascogne.
Exposée à un climat océanique altéré, elle est drainée par l'Arros, l'Arrêt-Darré, l'Allier et par divers autres petits cours d'eau. La commune possède un patrimoine naturel remarquable composé de trois zones naturelles d'intérêt écologique, faunistique et floristique.
Moulédous est une commune rurale qui compte 212 habitants en 2022, après avoir connu un pic de population de 503 habitants en 1861. Elle fait partie de l'aire d'attraction de Tarbes. Ses habitants sont appelés les Moulédousais ou  Moulédousaises.

## Géographie

### Localisation
La commune de Moulédous se trouve dans le département des Hautes-Pyrénées, en région Occitanie.
Elle se situe à 13 km à vol d'oiseau de Tarbes, préfecture du département, et à 5 km de Tournay, bureau centralisateur du canton de la Vallée de l'Arros et des Baïses dont dépend la commune depuis 2015 pour les élections départementales.
La commune fait en outre partie du bassin de vie de Tournay.
Les communes les plus proches sont : 
Clarac (1,1 km), Goudon (1,7 km), Gonez (1,8 km), Sinzos (1,9 km), Coussan (2,9 km), Bordes (3,0 km), Peyraube (3,1 km), Thuy (3,4 km).
Sur le plan historique et culturel, Moulédous fait partie de l’ancien comté de Bigorre, comté historique des Pyrénées françaises et de Gascogne créé au IXe siècle puis rattaché au domaine royal en 1302, inclus ensuite au comté de Foix en 1425 puis une nouvelle fois rattaché au royaume de France en 1607. La commune est dans le pays de Tarbes et de la Haute Bigorre.

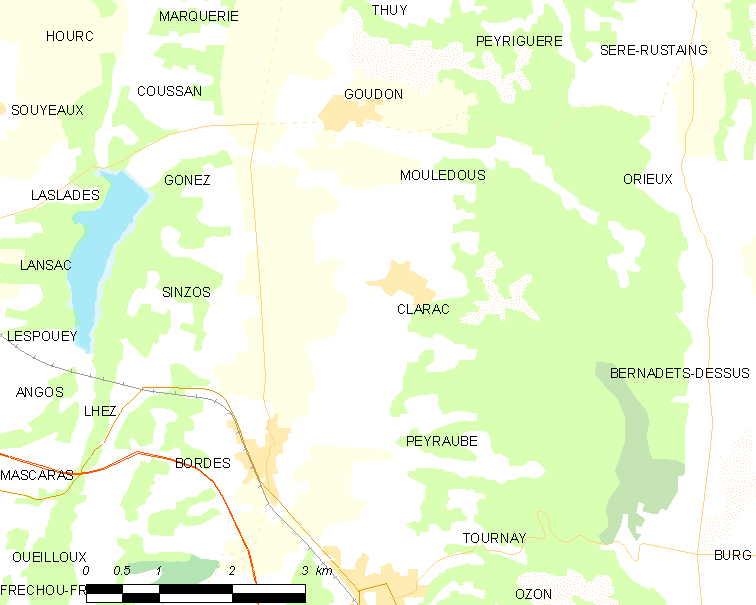
Carte de la commune de Moulédous et des proches communes.

| Goudon | Peyriguère | Orieux                                 |
| Gonez  | Moulédous  | Bernadets-Dessus                       |
| Sinzos | Clarac     | Tournay (par un quadripoint), Peyraube |

### Hydrographie
La commune est dans le bassin de l'Adour, au sein du bassin hydrographique Adour-Garonne. Elle est drainée par l'Arros, l'Arrêt-Darré, L'Allier, L'Arriouet, le Bédat, le ruisseau de hayau et par divers petits cours d'eau, constituant un réseau hydrographique de 10 km de longueur totale,.
L'Arros, d'une longueur totale de 130,8 km, prend sa source dans la commune d'Esparros et s'écoule vers le nord. Il traverse la commune et se jette dans l'Adour à Izotges, après avoir traversé 54 communes.
L'Arrêt-Darré, d'une longueur totale de 25,5 km, prend sa source dans la commune de Pouzac et s'écoule vers le nord. Il traverse la commune et se jette dans l'Arros à Goudon, après avoir traversé 23 communes.

### Climat
Le climat est tempéré de type océanique, en raison de l'influence proche de l'océan Atlantique situé à peu près 150 km plus à l'ouest. La proximité des Pyrénées fait que la commune profite d'un effet de foehn, il peut aussi y neiger en hiver, même si cela reste inhabituel.
| Mois                              | jan.  | fév.  | mars  | avril | mai   | juin  | jui.  | août  | sep.  | oct.  | nov.  | déc.  | année   |
| --------------------------------- | ----- | ----- | ----- | ----- | ----- | ----- | ----- | ----- | ----- | ----- | ----- | ----- | ------- |
| Température minimale moyenne (°C) | 0,6   | 1,3   | 2,7   | 5,2   | 8,3   | 11,6  | 14,1  | 13,9  | 11,7  | 8     | 3,6   | 1,3   | 6,9     |
| Température moyenne (°C)          | 5,3   | 6,1   | 7,8   | 10    | 13,3  | 16,7  | 19,3  | 19    | 17,2  | 13,3  | 8,5   | 5,8   | 11,9    |
| Température maximale moyenne (°C) | 9,9   | 11    | 12,9  | 14,8  | 18,3  | 21,7  | 24,5  | 24    | 22,6  | 18,6  | 13,4  | 10,4  | 16,8    |
| Ensoleillement (h)                | 108,8 | 118,8 | 155,6 | 157,2 | 181,3 | 191,5 | 215,5 | 196,4 | 194,5 | 164,4 | 124,4 | 104,4 | 1 912,8 |
| Précipitations (mm)               | 112,8 | 97,5  | 100,2 | 105,7 | 113,6 | 80,7  | 57,3  | 70,3  | 71    | 85,2  | 93    | 112,1 | 1 099,4 |

### Milieux naturels et biodiversité

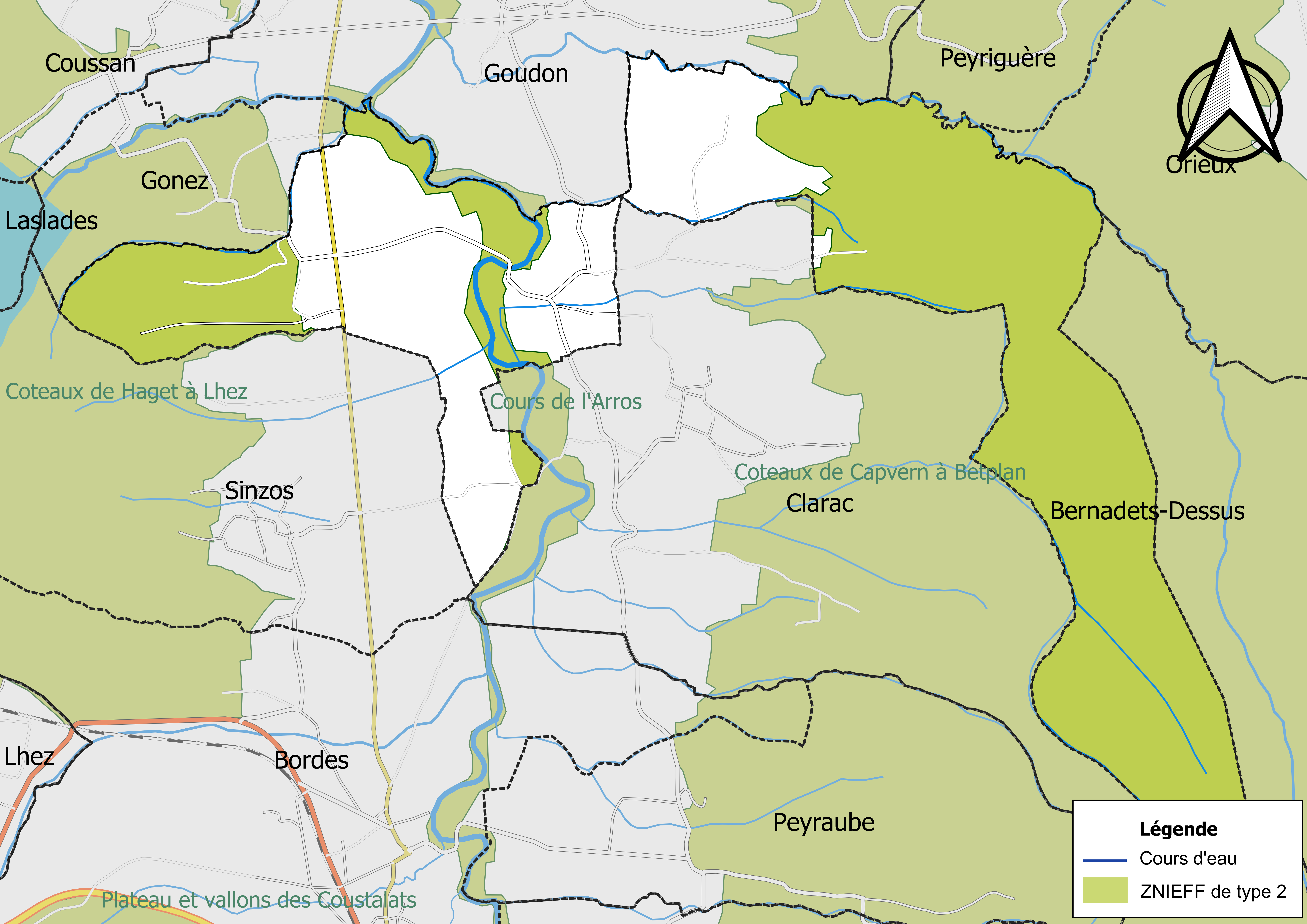
Carte des ZNIEFF de type 2 situées dans la commune.

L’inventaire des zones naturelles d'intérêt écologique, faunistique et floristique (ZNIEFF) a pour objectif de réaliser une couverture des zones les plus intéressantes sur le plan écologique, essentiellement dans la perspective d’améliorer la connaissance du patrimoine naturel national et de fournir aux différents décideurs un outil d’aide à la prise en compte de l’environnement dans l’aménagement du territoire.
Trois ZNIEFF de type 2 sont recensées dans la commune :
- les « coteaux de Capvern à Betplan » (10 246 ha), couvrant 46 communes dont huit dans le Gers et 38 dans les Hautes-Pyrénées[12] ;
- les « coteaux de Haget à Lhez » (4 261 ha), couvrant 32 communes dont quatre dans le Gers et 28 dans les Hautes-Pyrénées[13] ;
- le « cours de l'Arros » (1 675 ha), couvrant 41 communes dont 20 dans le Gers et 21 dans les Hautes-Pyrénées[14].

## Urbanisme

### Typologie
Au 1er janvier 2024, Moulédous est catégorisée commune rurale à habitat dispersé, selon la nouvelle grille communale de densité à sept niveaux définie par l'Insee en 2022.
Elle est située hors unité urbaine. Par ailleurs la commune fait partie de l'aire d'attraction de Tarbes, dont elle est une commune de la couronne,. Cette aire, qui regroupe 153 communes, est catégorisée dans les aires de 50 000 à moins de 200 000 habitants,.

### Occupation des sols
L'occupation des sols de la commune, telle qu'elle ressort de la base de données européenne d’occupation biophysique des sols Corine Land Cover (CLC), est marquée par l'importance des forêts et milieux semi-naturels (52,9 % en 2018), une proportion identique à celle de 1990 (52,9 %). La répartition détaillée en 2018 est la suivante : 
forêts (52,9 %), terres arables (22,8 %), zones agricoles hétérogènes (18,1 %), prairies (6,2 %).
L'IGN met par ailleurs à disposition un outil en ligne permettant de comparer l’évolution dans le temps de l’occupation des sols de la commune (ou de territoires à des échelles différentes). Plusieurs époques sont accessibles sous forme de cartes ou photos aériennes : la carte de Cassini (XVIIIe siècle), la carte d'état-major (1820-1866) et la période actuelle (1950 à aujourd'hui).

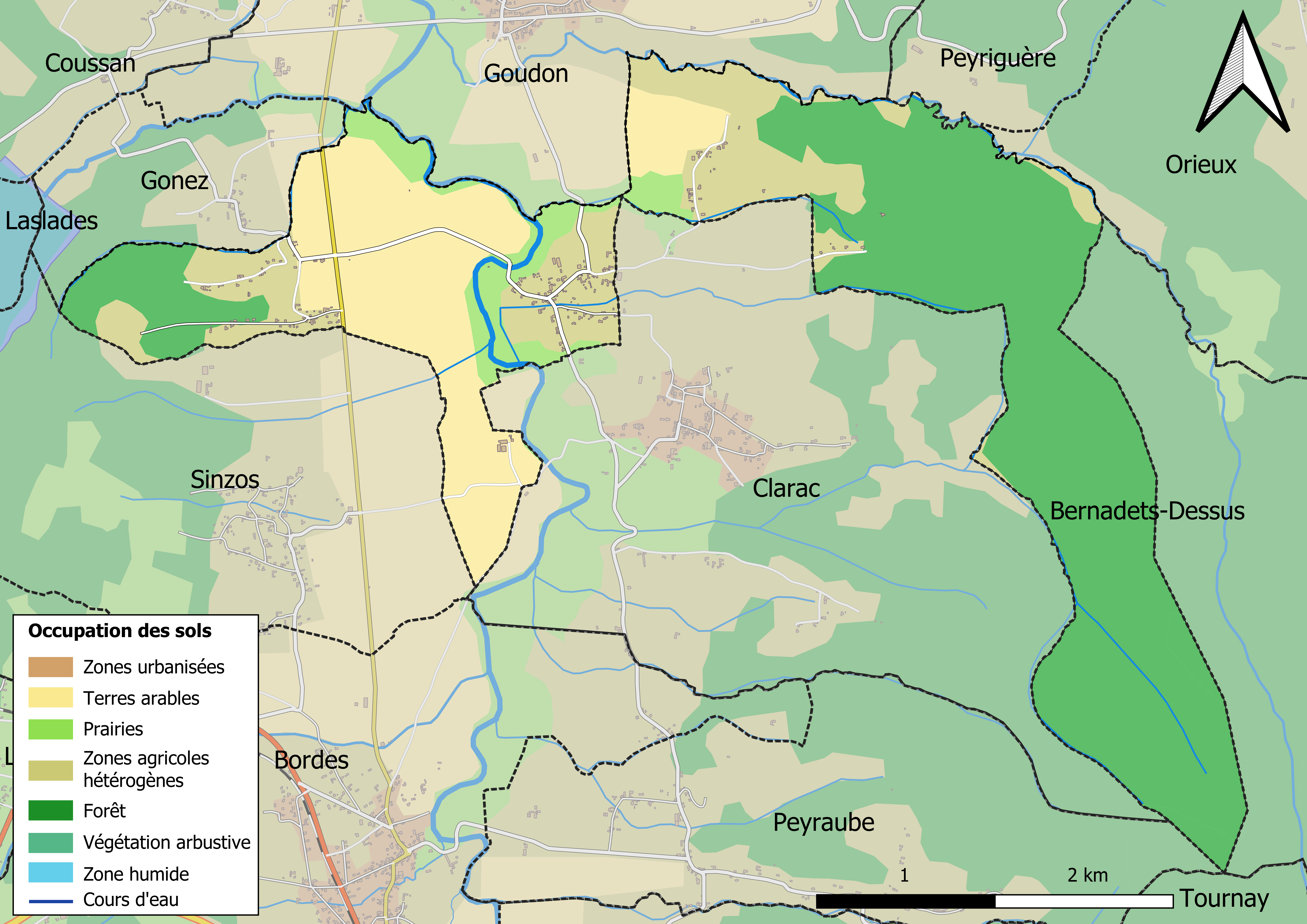
Carte des infrastructures et de l'occupation des sols en 2018 (CLC) de la commune.
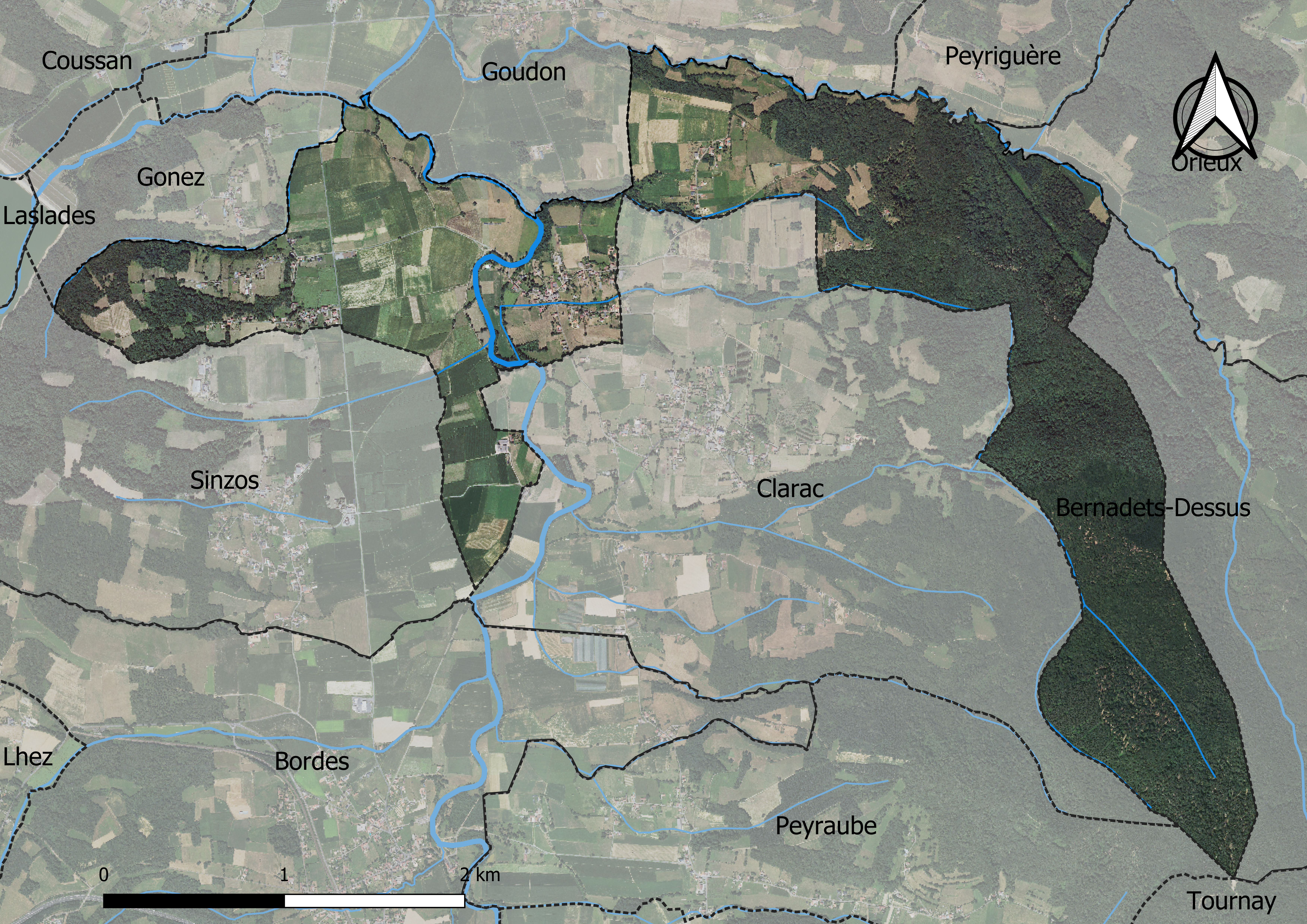
Carte orthophotogrammétrique de la commune.

### Logement
En 2012, le nombre total de logements dans la commune est de 94.

Parmi ces logements, 83,1 % sont des résidences principales, 11,2 % des résidences secondaires et 5,6 % des logements vacants.

### Voies de communication et transports
Cette commune est desservie par les routes départementales D 14, D 20 et D 214.

### Risques majeurs
Le territoire de la commune de Moulédous est vulnérable à différents aléas naturels : météorologiques (tempête, orage, neige, grand froid, canicule ou sécheresse), inondations, mouvements de terrains et séisme (sismicité modérée). Un site publié par le BRGM permet d'évaluer simplement et rapidement les risques d'un bien localisé soit par son adresse soit par le numéro de sa parcelle.
Certaines parties du territoire communal sont susceptibles d’être affectées par le risque d’inondation par débordement de cours d'eau, notamment l'Arros et l'Arrêt-Darré. La cartographie des zones inondables en ex-Midi-Pyrénées réalisée dans le cadre du XIe Contrat de plan État-région, visant à informer les citoyens et les décideurs sur le risque d’inondation, est accessible sur le site de la DREAL Occitanie. La commune a été reconnue en état de catastrophe naturelle au titre des dommages causés par les inondations et coulées de boue survenues en 1982, 1999, 2009 et 2018,.
Moulédous est exposée au risque de feu de forêt. Un plan départemental de protection des forêts contre les incendies a été approuvé par arrêté préfectoral le 21 avril 2020 pour la période 2020-2029. Le précédent couvrait la période 2007-2017. L’emploi du feu est régi par deux types de réglementations. D’abord le code forestier et l’arrêté préfectoral du 27 octobre 2014, qui réglementent l’emploi du feu à moins de 200 m des espaces naturels combustibles sur l’ensemble du département. Ensuite celle établie dans le cadre de la lutte contre la pollution de l’air, qui interdit le brûlage des déchets verts des particuliers. L’écobuage est quant à lui réglementé dans le cadre de commissions locales d’écobuage (CLE).

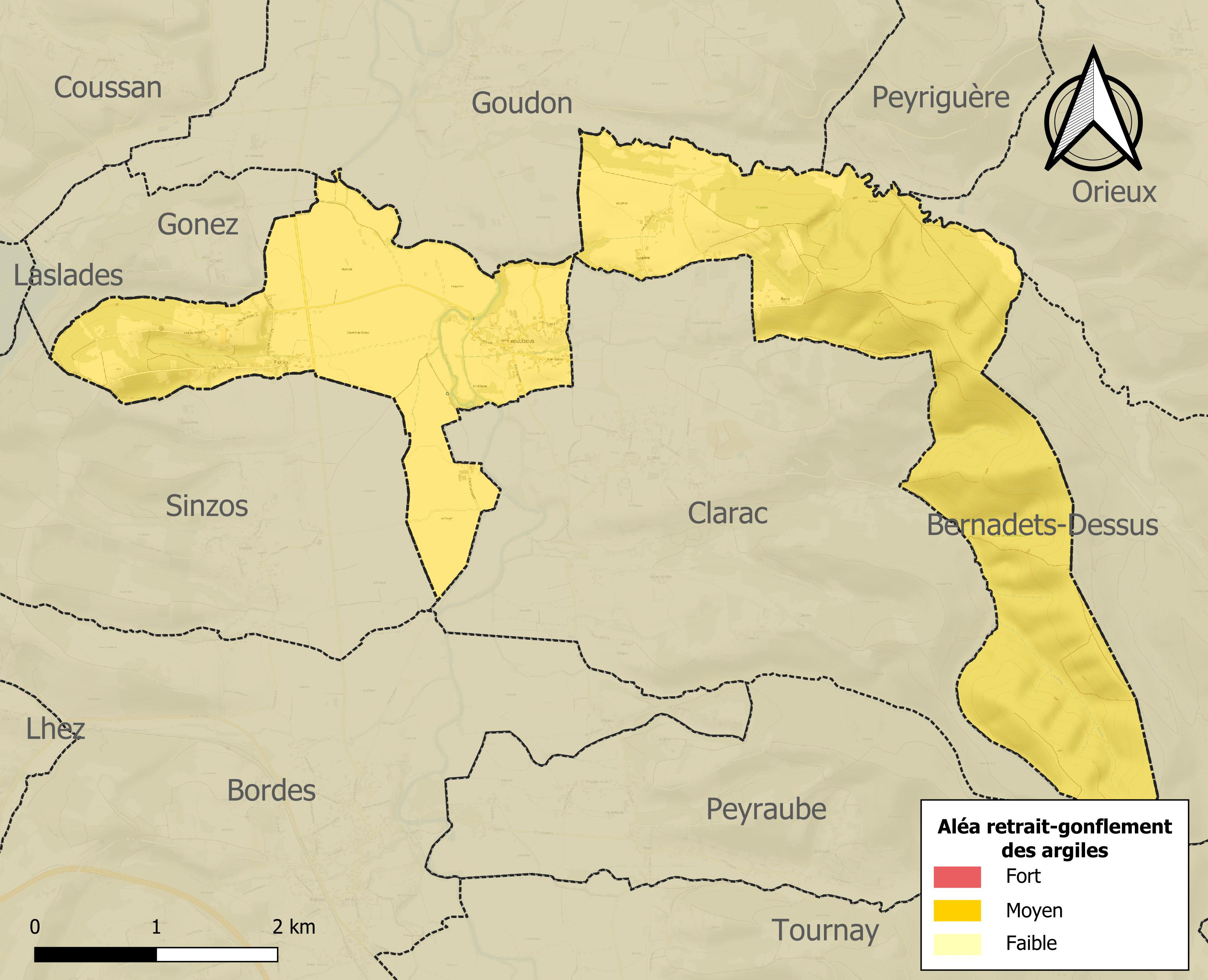
Carte des zones d'aléa retrait-gonflement des sols argileux de Moulédous.

Les mouvements de terrains susceptibles de se produire dans la commune sont des tassements différentiels.
Le retrait-gonflement des sols argileux est susceptible d'engendrer des dommages importants aux bâtiments en cas d’alternance de périodes de sécheresse et de pluie. La totalité de la commune est en aléa moyen ou fort (44,5 % au niveau départemental et 48,5 % au niveau national). Sur les 99 bâtiments dénombrés dans la commune en 2019, 99 sont en aléa moyen ou fort, soit 100 %, à comparer aux 75 % au niveau départemental et 54 % au niveau national. Une cartographie de l'exposition du territoire national au retrait gonflement des sols argileux est disponible sur le site du BRGM,.
Par ailleurs, afin de mieux appréhender le risque d’affaissement de terrain, l'inventaire national des cavités souterraines permet de localiser celles qui serait concernées dans la commune : elle n'en comporte aucune.
Concernant les mouvements de terrains, la commune a été reconnue en état de catastrophe naturelle au titre des dommages causés par des mouvements de terrain en 1999.

## Toponymie

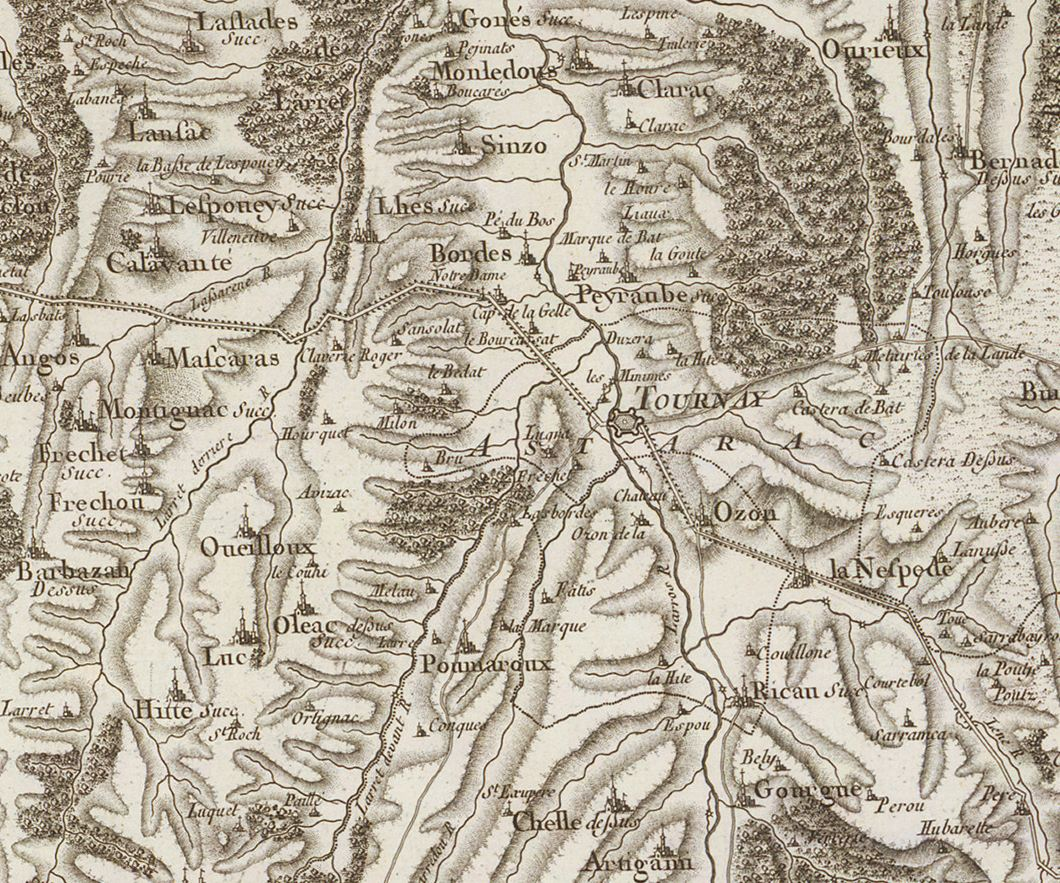
Extrait de la carte de Cassini (entre 1756 et 1789) situant Moulédous au nord de Tournay.

On trouvera les principales informations dans le Dictionnaire toponymique des communes des Hautes-Pyrénées de Michel Grosclaude et Jean-François Le Nail qui rapporte les dénominations historiques du village :

### Dénominations historiques
- Monlodos (1258, cartulaire de Bigorre) ;
- Molodoos (1285, montre Bigorre) ;
- De Monte Lodosio, latin (1313, Debita regi Navarre) ;
- De Montelutoso, latin (1342, (pouillé de Tarbes) ;
- Mont Lodos (1429, censier de Bigorre) ;
- Monledous (fin XVIIIe siècle, carte de Cassini).

En graphie occitane, le nom de la commune s'écrit Montledós.

### Étymologie
Plusieurs étymologies du nom « Moulédous » ont été proposées : du latin montem lutosum (mont boueux) ou bien mons Lodosus, où Ludosus serait un nom de personne, peut-être une contraction de Ludovicus, selon les archives départementales.

Quant aux écoliers des autres villages du canton, ils ont décrété depuis des décennies que les habitants de Moulédous étaient simplement des « moules d'eau douce »[réf. nécessaire]...

Il est fréquent en France que les habitants d'un village soient affublés d'un sobriquet (ici en occitan) donné par ceux des villages voisins. Celui des habitants de Moulédous est : « Ets arrefinats » (les raffinés), qui peut signifier que leurs voisins les trouvaient orgueilleux. D'après Norbert Rosapelly (1910), « l'orgueil dominerait dans cette commune, dont les habitants vivraient isolés les uns des autres, sans fréquentations ».

### Gentilé
En 2014, à l'occasion des élections municipales le petit village d'environ 250 habitants se divise sur la question de son gentilé. Aujourd'hui encore le nom des habitants de Moulédous fait débat. Certains habitants ont proposé un nouveau gentilé, les Moulédouscains et Moulédouscaines.[réf. nécessaire]

## Histoire

### Cadastre napoléonien de Moulédous
Le plan cadastral napoléonien de Moulédous est consultable sur le site des archives départementales des Hautes-Pyrénées.

### "Le dignitaire d'Espagne"
Dans l'église une stèle servant aujourd'hui de marche comporte quelques inscriptions. Un vétéran de la campagne napoléonienne en Espagne aurait au retour de la guerre acheté (ou construit) le moulin et aurait vécu avec sa femme espagnole au village jusqu'à sa mort.

### Les péripéties de la lecture publique à Moulédous
En septembre 2020 l'ancienne cabine téléphonique fut remplacée par une "cabine à livre". Peinte par une association locale "ATOT" elle devint vite un lieu fréquenté et le passage obligatoire de nombreuses randonnées.
Une fresque y représentait douze classiques (cinq bandes dessinées et sept livres) qu'il fallait reconnaître. On pouvait y trouver entre autres L'Assommoir, Don Quichotte, Bel ami,Jules Verne, Victor Hugo, Les fourmis, Tintin, Picsou, etc.

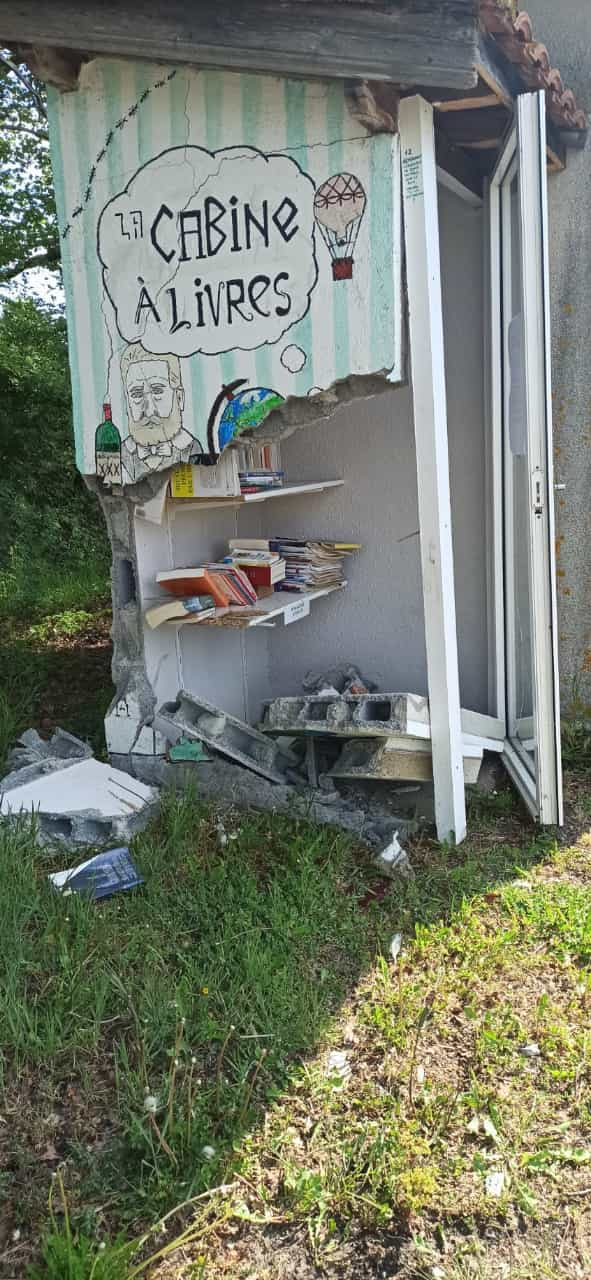

Le 24 avril 2021 la "cabine à livre" est heurtée et détruite par un véhicule.  

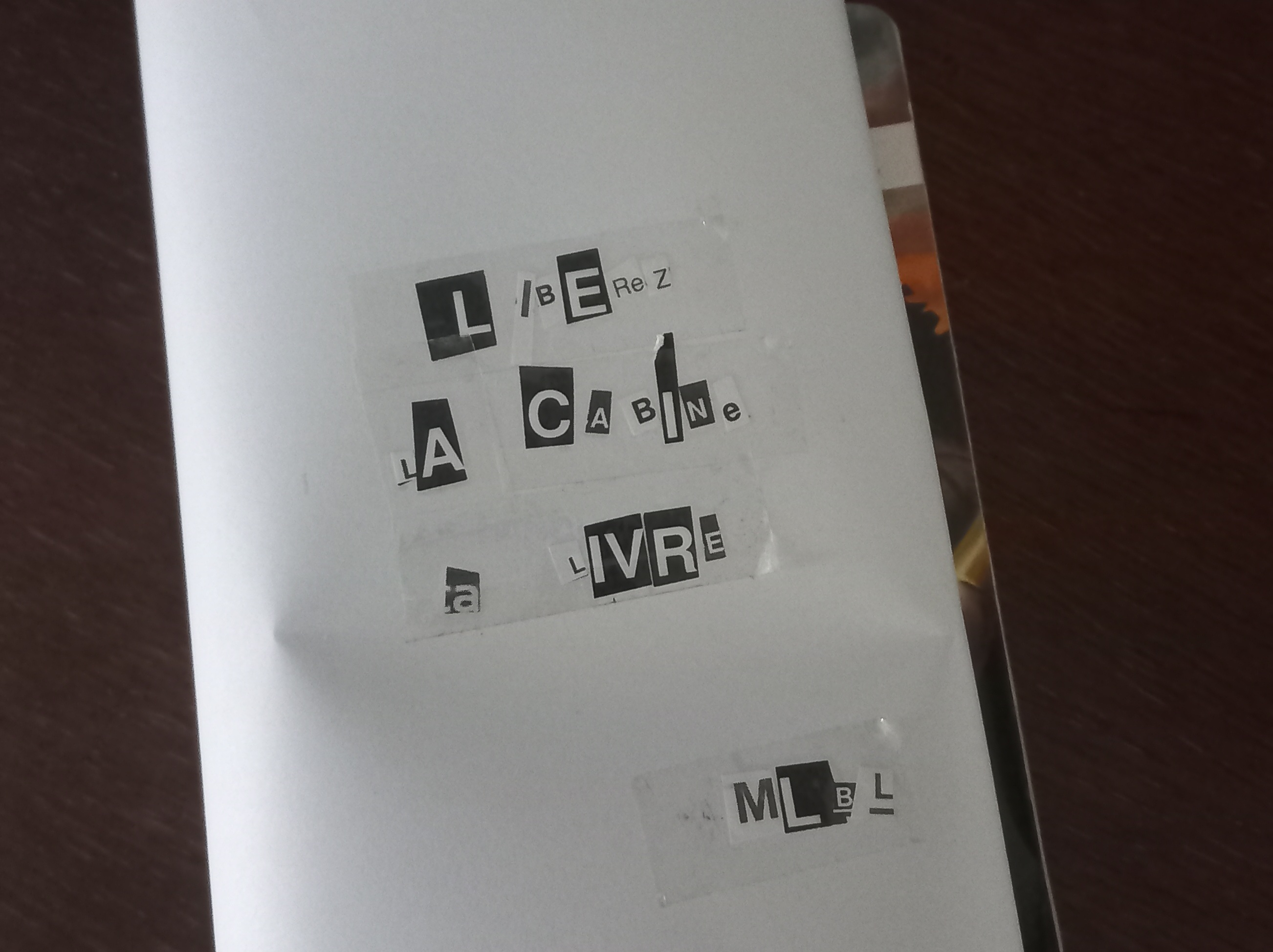

En décembre 2022, par protestation, la cabine à livre n'étant toujours pas remplacée après plus d'un an, un groupe cagoulé est venu déposer sous le préau de la mairie le « Truc à Livre » signé « MLBL » (Mouvement de Libération de la Boite à Livre). Le « truc à livre » a par la suite été placé à l’intérieur du foyer ce qui en rendit l’accès impossible. 

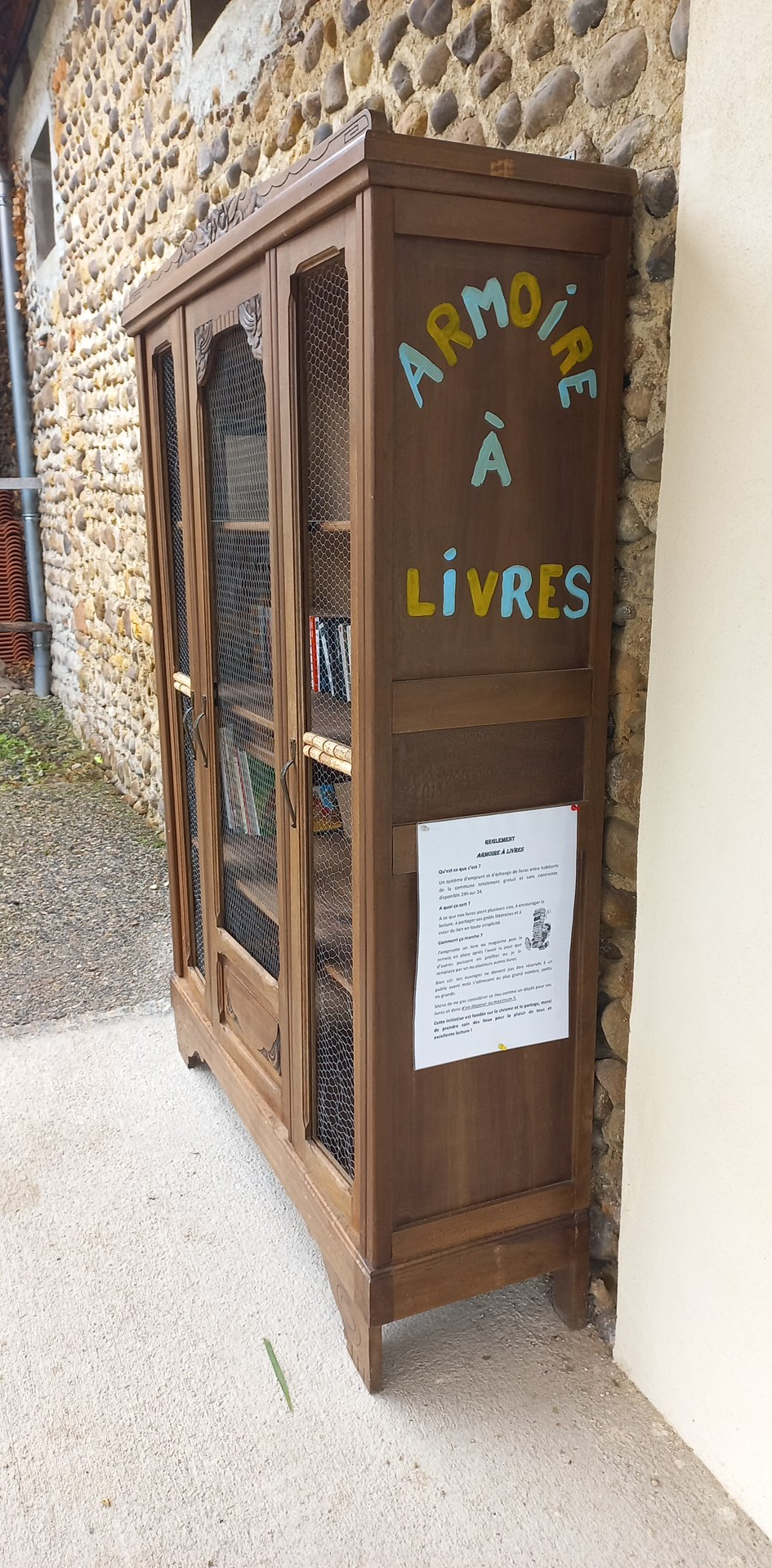

En mai 2023 une nouvelle armoire à livres  est déposée sous le préau du foyer en réponse aux revendications du MLBL. Le « truc à livre » reste cependant introuvable à ce jour.

## Politique et administration

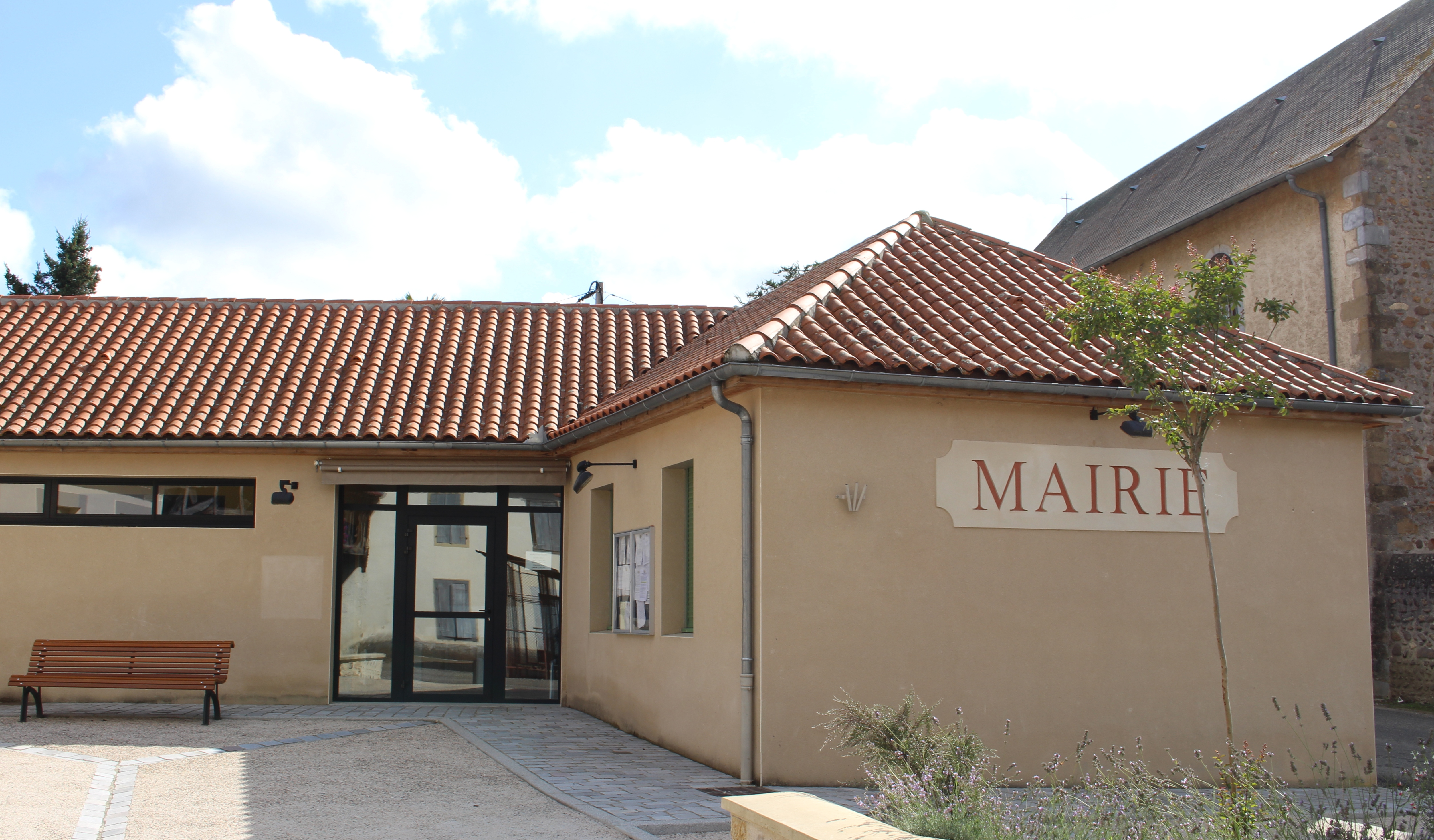
La mairie en 2015.

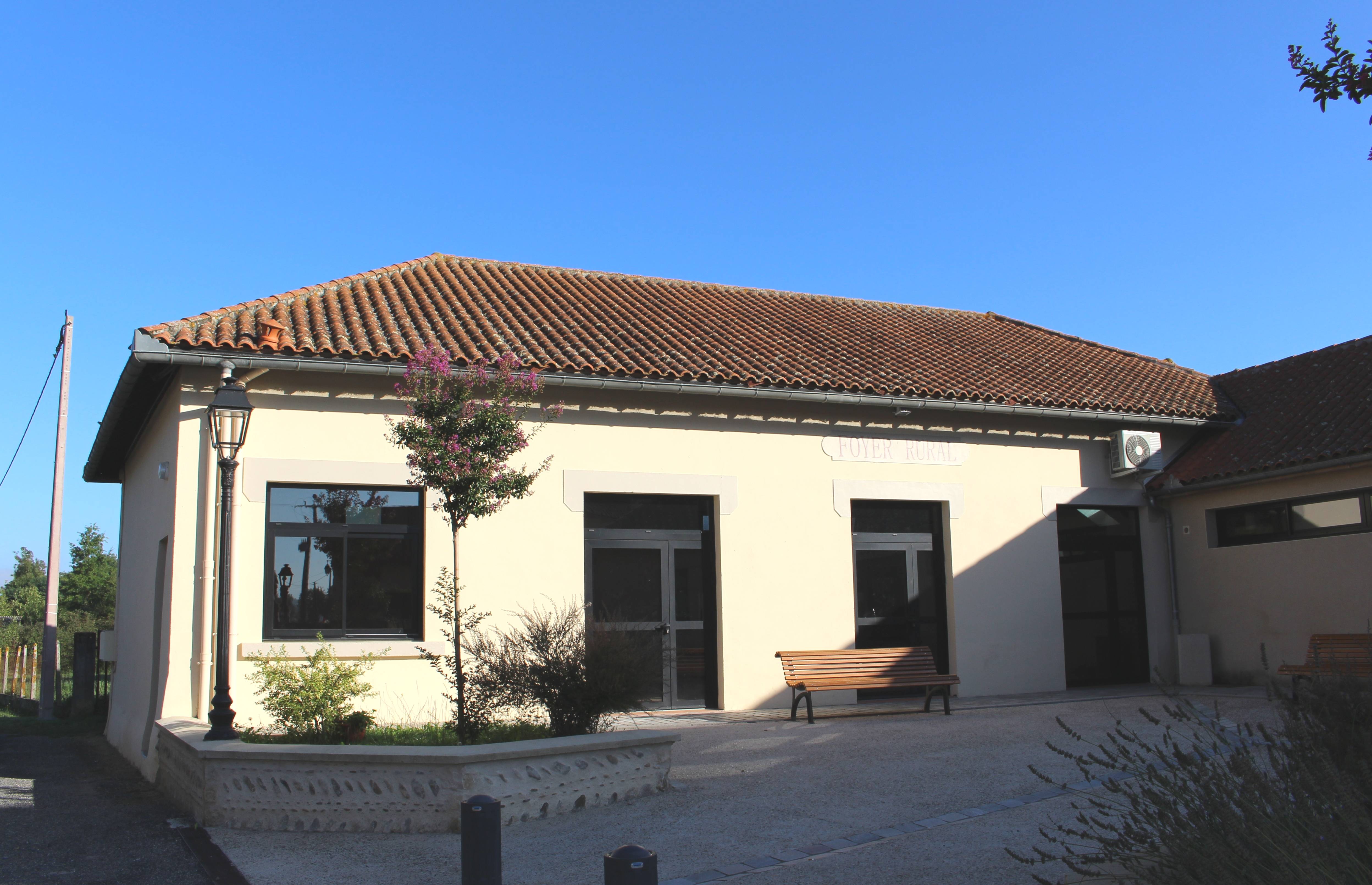
Le foyer rural en 2016.

### Liste des maires
| Période                                  | Période   | Identité        | Étiquette | Qualité |
| ---------------------------------------- | --------- | --------------- | --------- | ------- |
| Les données manquantes sont à compléter. |           |                 |           |         |
|                                          |           |                 |           |         |
| mars 2001                                | mars 2014 | Jean Ossun      |           |         |
| mars 2014                                | mars 2020 | Henri Courtiade |           |         |
| mars 2020                                | En cours  | Philippe Ossun  |           |         |

### Rattachements administratifs et électoraux

#### Historique administratif
Pays et sénéchaussée de Bigorre, quarteron de Tarbes, 
canton de Tournay (depuis 1790).

#### Intercommunalité
Moulédous appartient à la communauté de communes des Coteaux du Val d'Arros créée en janvier 2017 et qui réunit 54 communes.

## Population et société

### Démographie

#### Évolution démographique
L'évolution du nombre d'habitants est connue à travers les recensements de la population effectués dans la commune depuis 1793. Pour les communes de moins de 10 000 habitants, une enquête de recensement portant sur toute la population est réalisée tous les cinq ans, les populations de référence des années intermédiaires étant quant à elles estimées par interpolation ou extrapolation. Pour la commune, le premier recensement exhaustif entrant dans le cadre du nouveau dispositif a été réalisé en 2008.

En 2022, la commune comptait 212 habitants, en évolution de +1,44 % par rapport à 2016 (Hautes-Pyrénées : +1,59 %, France hors Mayotte : +2,11 %).
| 1793 | 1800 | 1806 | 1821 | 1831 | 1836 | 1841 | 1846 | 1851 |
| ---- | ---- | ---- | ---- | ---- | ---- | ---- | ---- | ---- |
| 293  | 375  | 348  | 391  | 437  | 477  | 467  | 462  | 469  |

| 1856 | 1861 | 1866 | 1876 | 1881 | 1886 | 1891 | 1896 | 1901 |
| ---- | ---- | ---- | ---- | ---- | ---- | ---- | ---- | ---- |
| 454  | 503  | 460  | 459  | 375  | 405  | 428  | 322  | 331  |

| 1906 | 1911 | 1921 | 1926 | 1931 | 1936 | 1946 | 1954 | 1962 |
| ---- | ---- | ---- | ---- | ---- | ---- | ---- | ---- | ---- |
| 334  | 316  | 220  | 190  | 189  | 175  | 166  | 142  | 132  |

| 1968 | 1975 | 1982 | 1990 | 1999 | 2006 | 2008 | 2013 | 2018 |
| ---- | ---- | ---- | ---- | ---- | ---- | ---- | ---- | ---- |
| 134  | 121  | 114  | 146  | 144  | 165  | 171  | 202  | 213  |

| 2022 | - | - | - | - | - | - | - | - |
| ---- | - | - | - | - | - | - | - | - |
| 212  | - | - | - | - | - | - | - | - |

### Enseignement

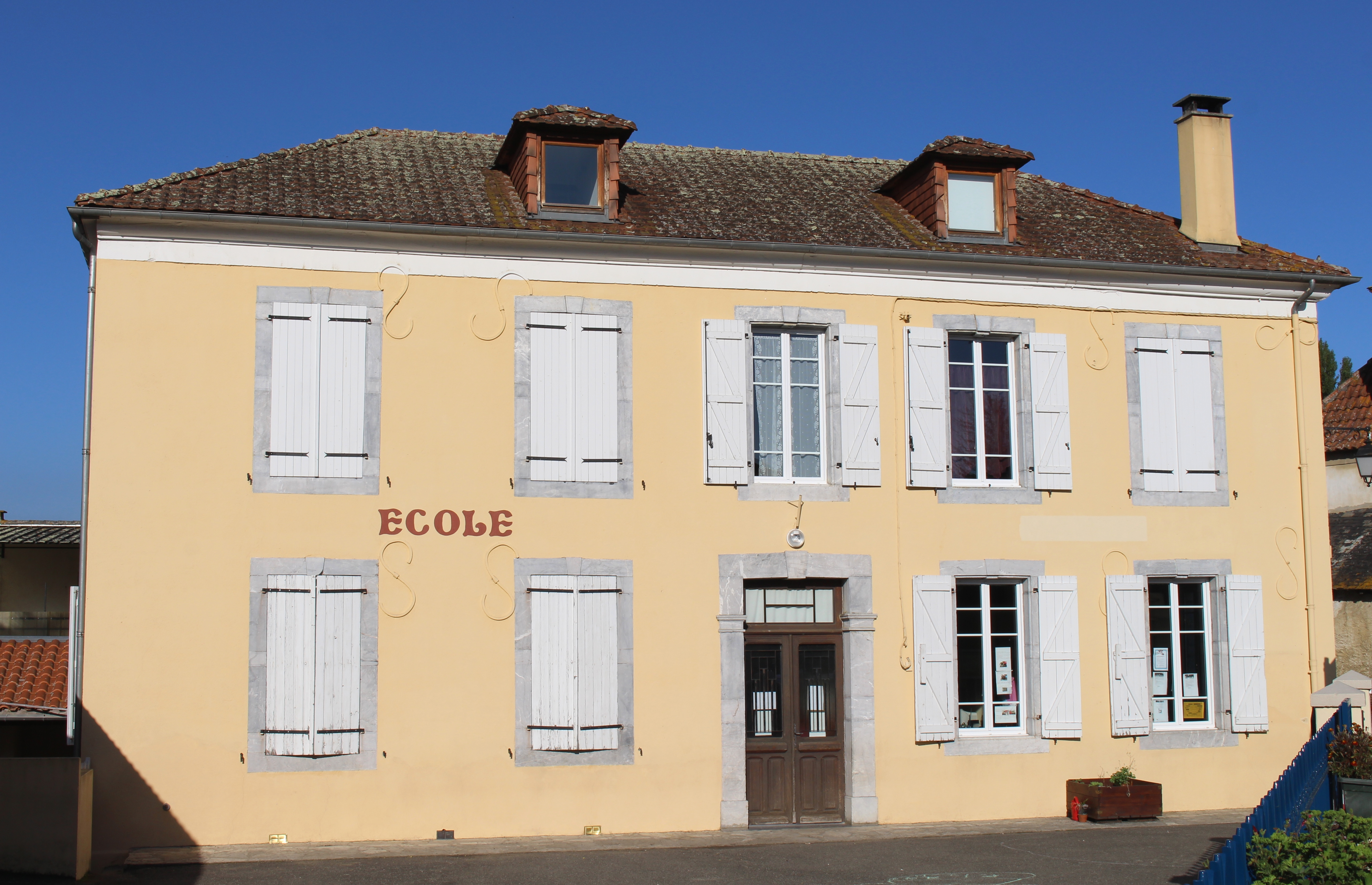
L'école primaire en 2016.

La commune dépend de l'académie de Toulouse. Elle dispose d’une école en 2017.
- École primaire.

### Sports
L'amicale sportive des Moulédouscains se réunit de temps à autre et participe à différents tournois :

#### 2018
- Belote :

Tournoi de Clarac (demi finaliste)
- Pétanque :

Tournoi de Clarac
Tournoi de Moulédous

## Économie

### Revenus
En 2018, la commune compte 86 ménages fiscaux, regroupant 210 personnes. La médiane du revenu disponible par unité de consommation est de 20 860 € (20 420 € dans le département).

### Emploi
|                | 2008  | 2013  | 2018  |
| -------------- | ----- | ----- | ----- |
| Commune        | 7,9 % | 6,3 % | 2,3 % |
| Département    | 7,7 % | 9,4 % | 9,8 % |
| France entière | 8,3 % | 10 %  | 10 %  |

En 2018, la population âgée de 15 à 64 ans s'élève à 130 personnes, parmi lesquelles on compte 73,8 % d'actifs (71,5 % ayant un emploi et 2,3 % de chômeurs) et 26,2 % d'inactifs,. En  2018, le taux de chômage communal (au sens du recensement) des 15-64 ans est inférieur à celui de la France et département, alors qu'en 2008 il était supérieur à celui du département et inférieur à celui de la France.
La commune fait partie de la couronne de l'aire d'attraction de Tarbes, du fait qu'au moins 15 % des actifs travaillent dans le pôle,. Elle compte 19 emplois en 2018, contre 18 en 2013 et 16 en 2008. Le nombre d'actifs ayant un emploi résidant dans la commune est de 96, soit un indicateur de concentration d'emploi de 19,8 % et un taux d'activité parmi les 15 ans ou plus de 55,9 %.
Sur ces 96 actifs de 15 ans ou plus ayant un emploi, 15 travaillent dans la commune, soit 16 % des habitants. Pour se rendre au travail, 92,7 % des habitants utilisent un véhicule personnel ou de fonction à quatre roues, 2,1 % s'y rendent en deux-roues, à vélo ou à pied et 5,2 % n'ont pas besoin de transport (travail au domicile).

## Culture locale et patrimoine

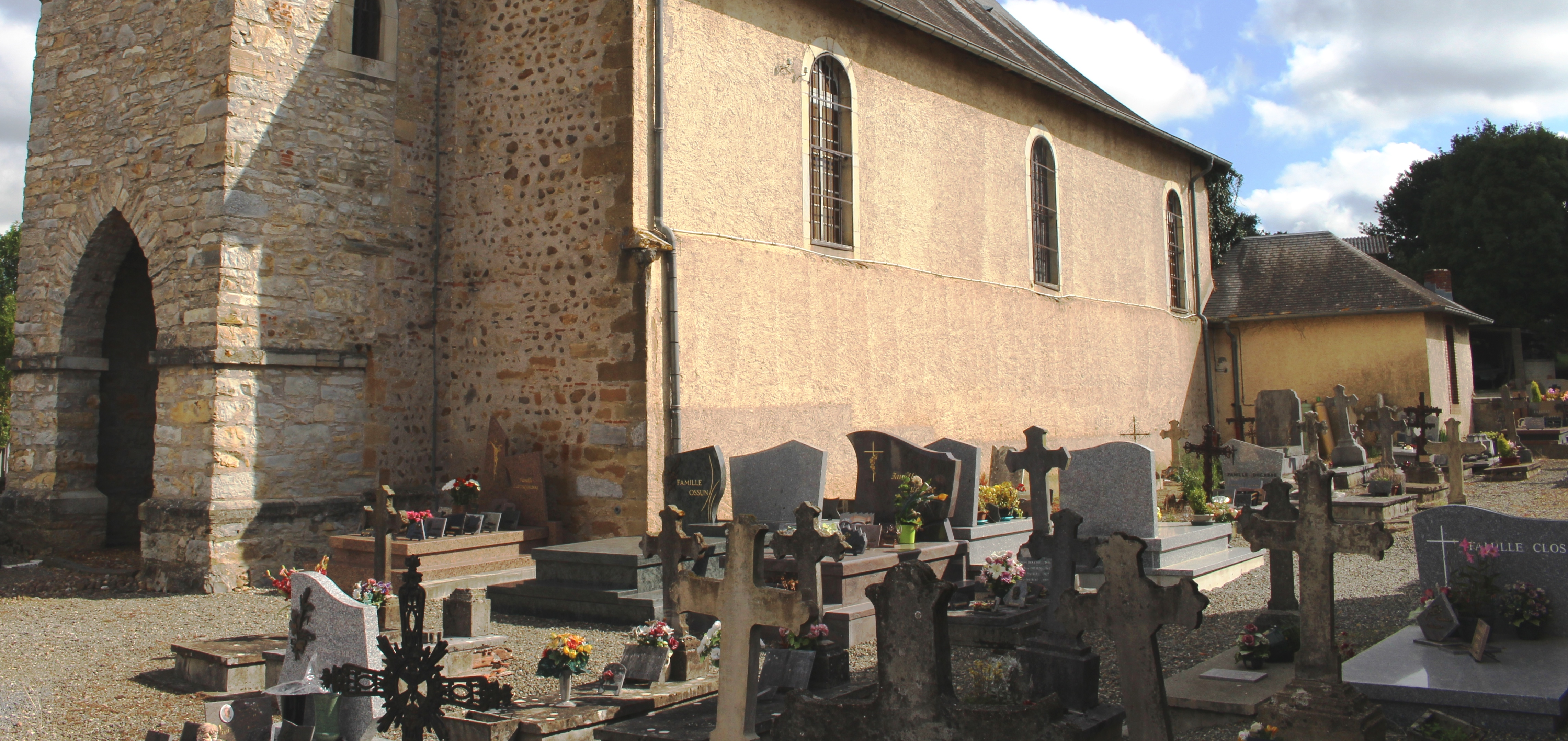
Le cimetière.

### Lieux et monuments
- Église de l'Assomption de Moulédous.
- Le retable de l'église de Moulédous est un des monuments principaux de la ville. Il a été entièrement rénové il y a quelques années.

Sélection de vues de L'Église de l'Assomption en 2016.
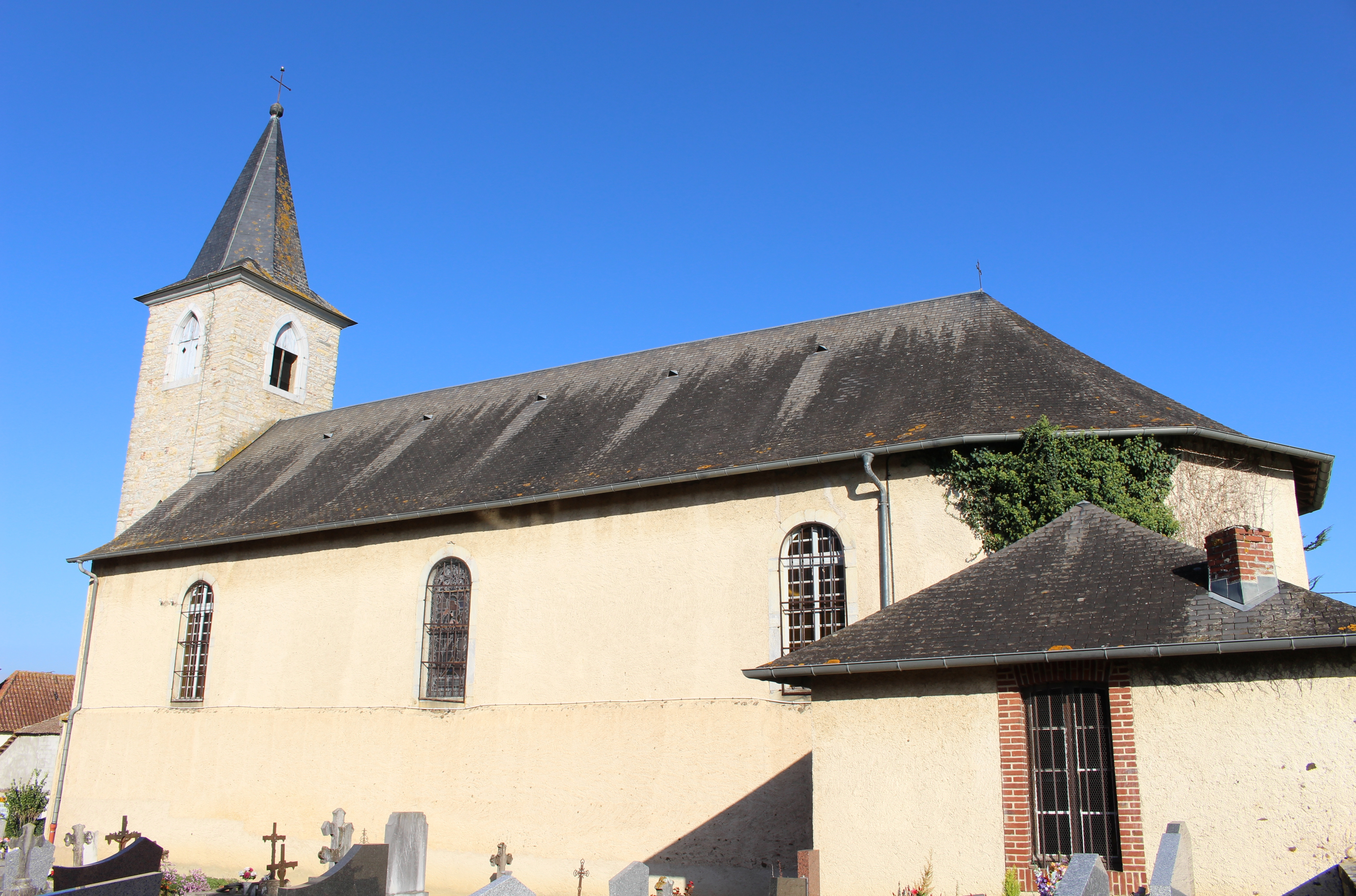
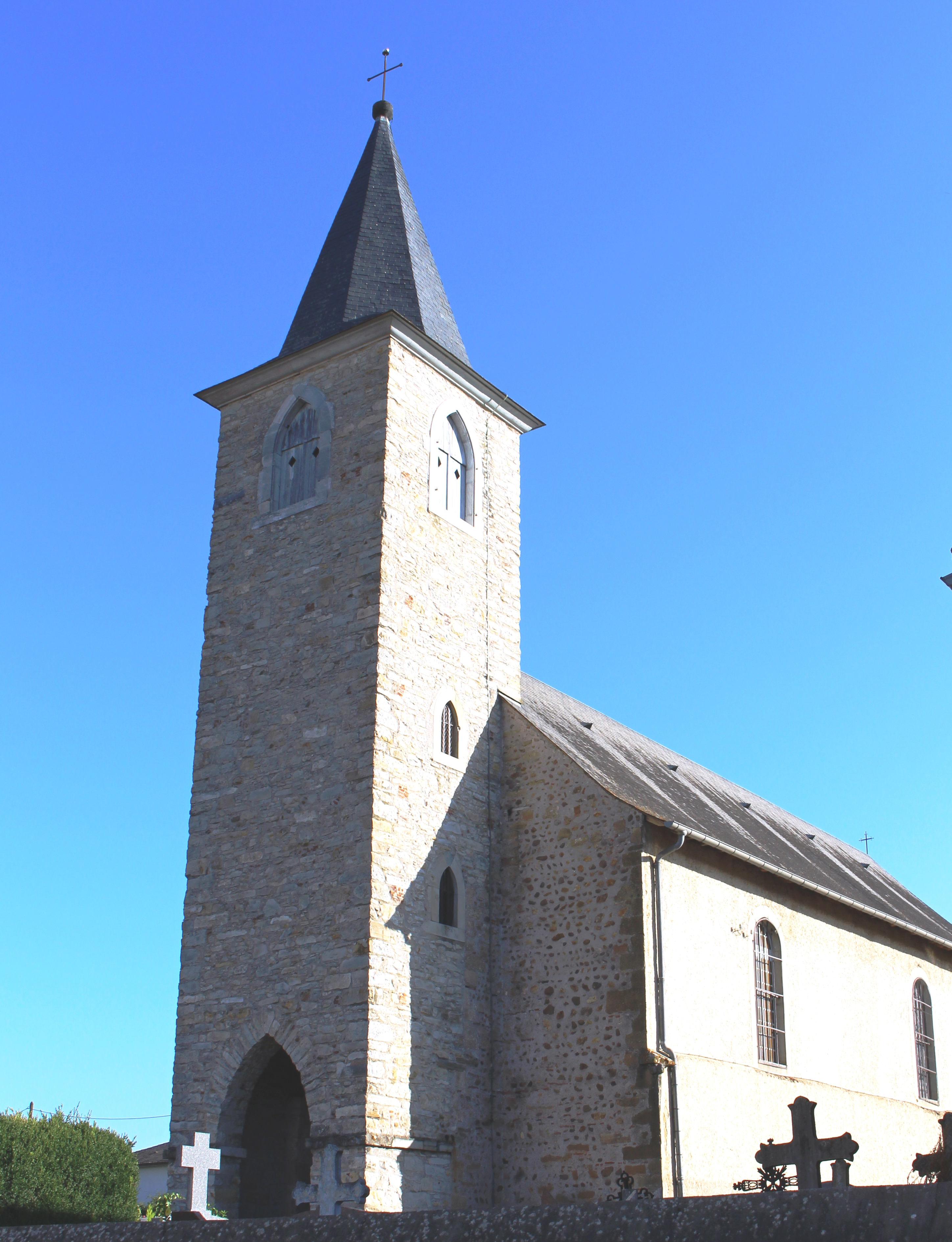
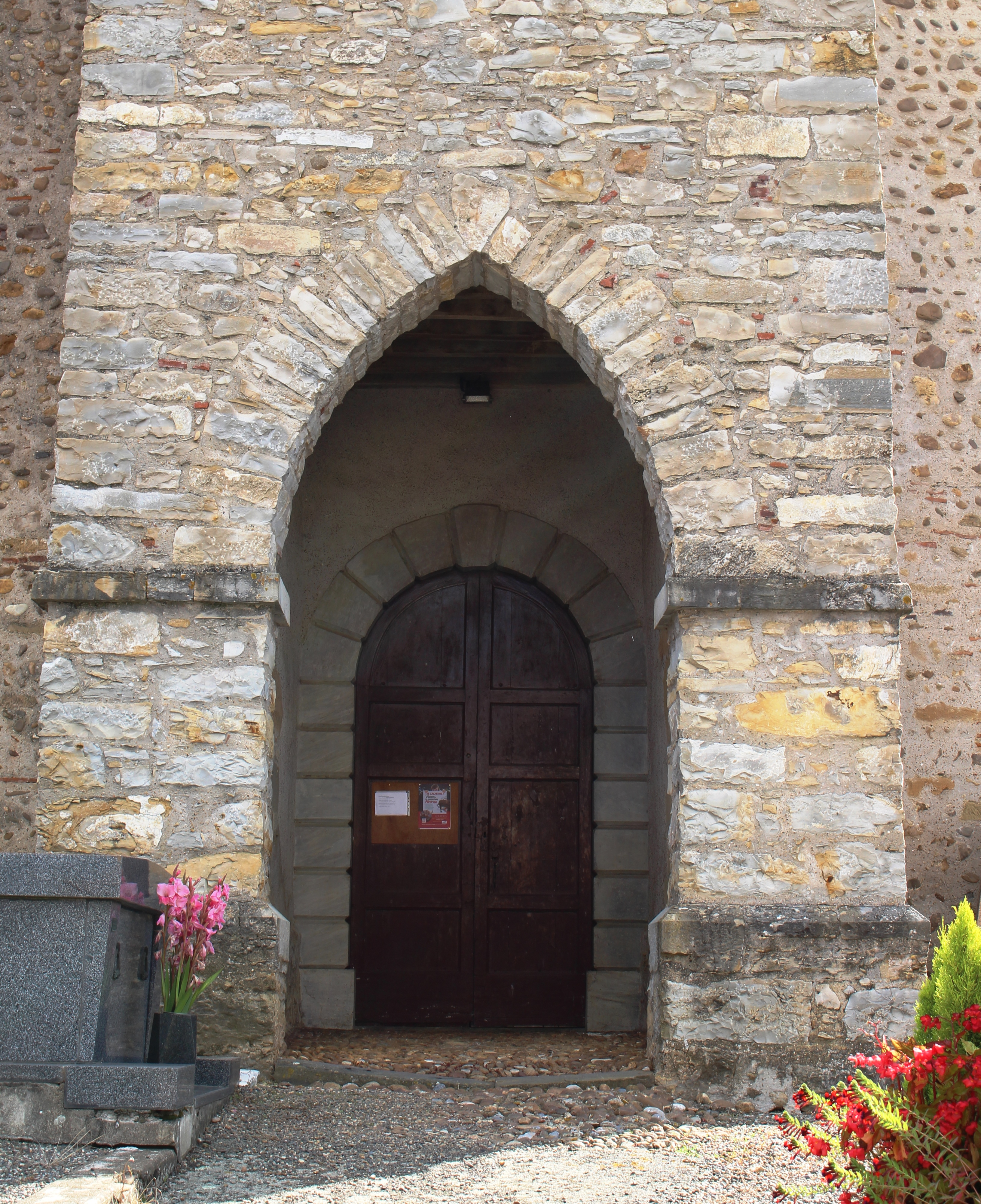
L'entrée.
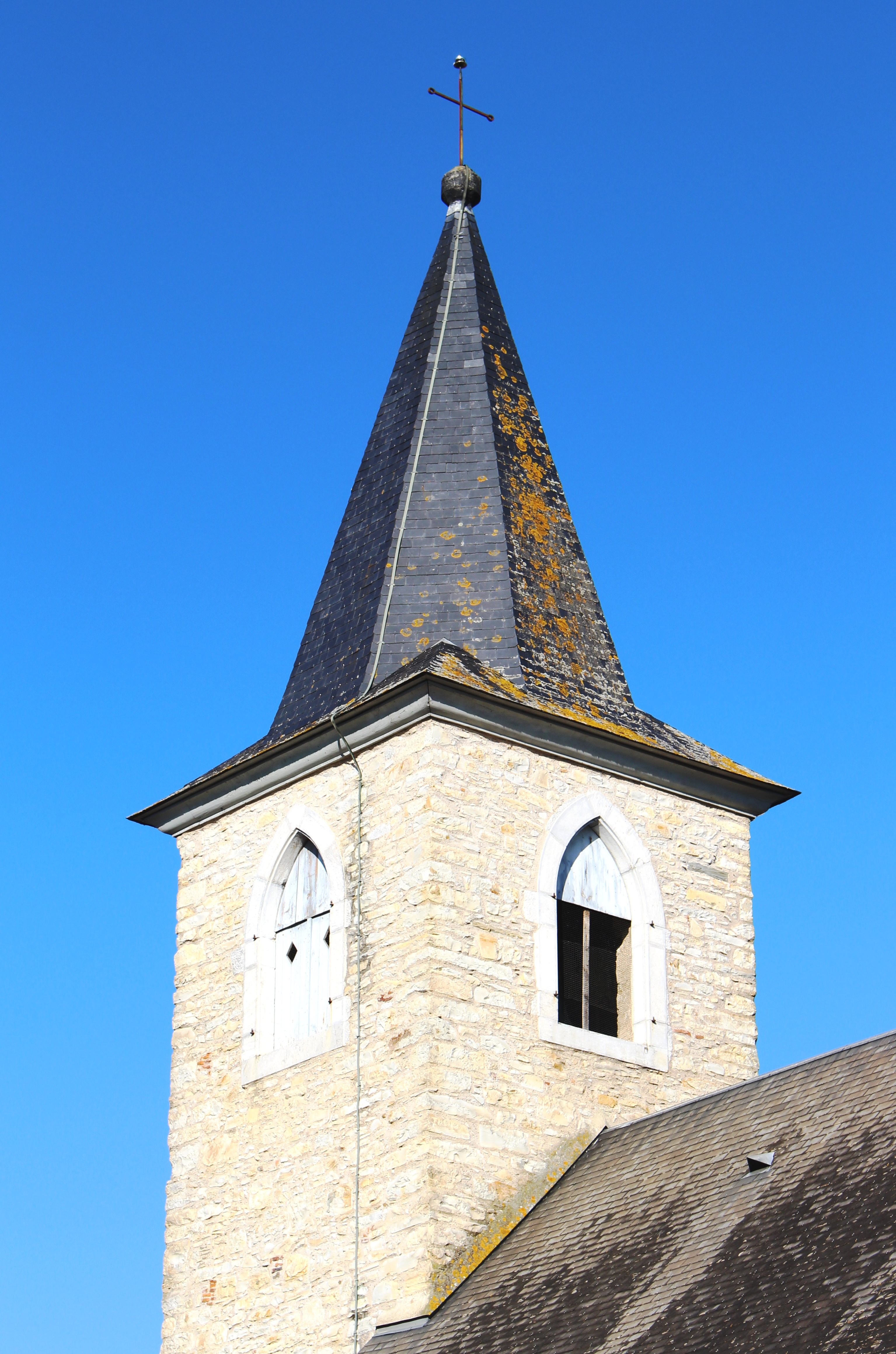
Le clocher.

### Personnalités liées à la commune
Pascal Abadie natif de Moulédous (1855 - 1932), écrivain bigourdan de langue gasconne et membre du félibrige.

## Voir aussi

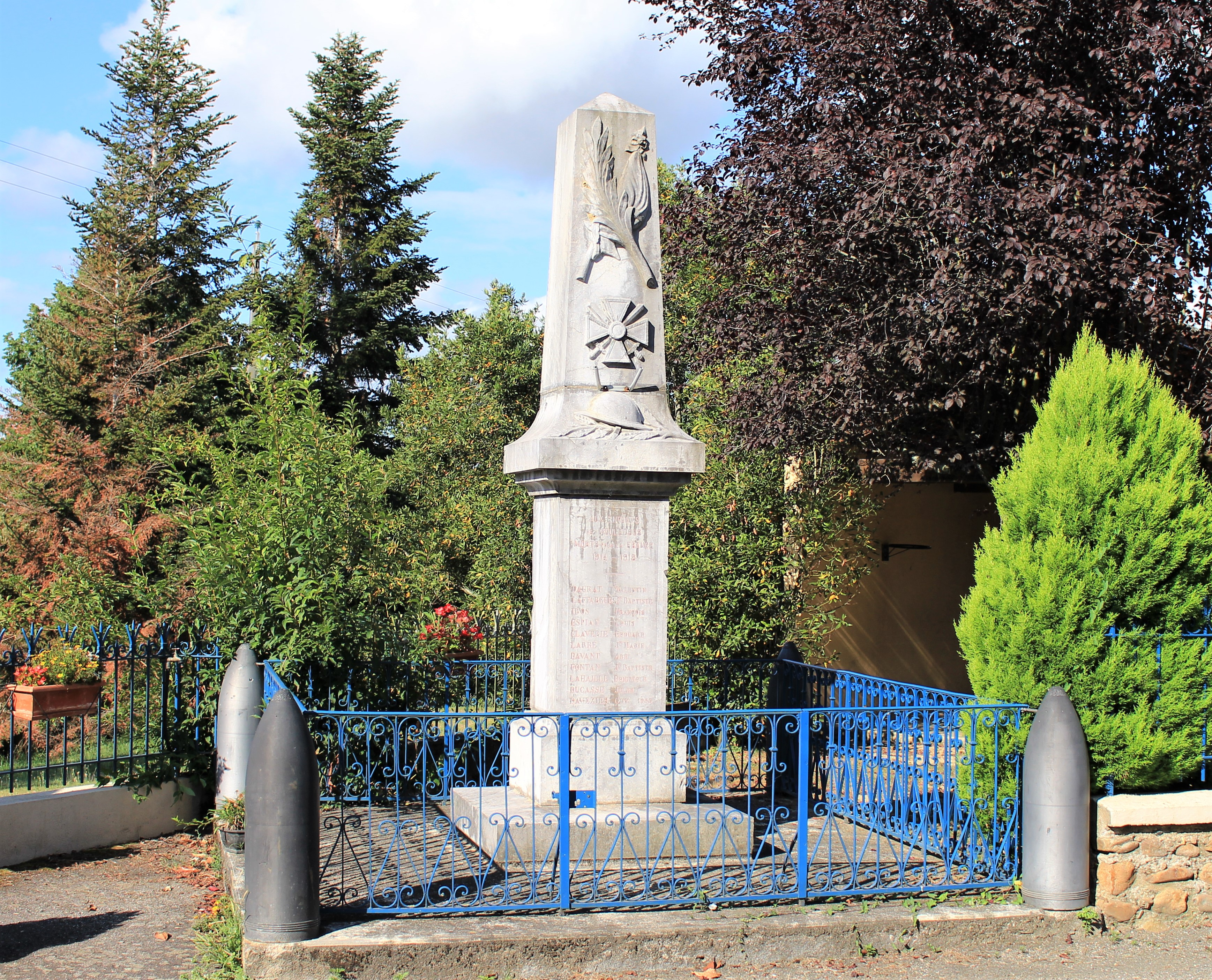
Le monument aux morts municipal en 2022.

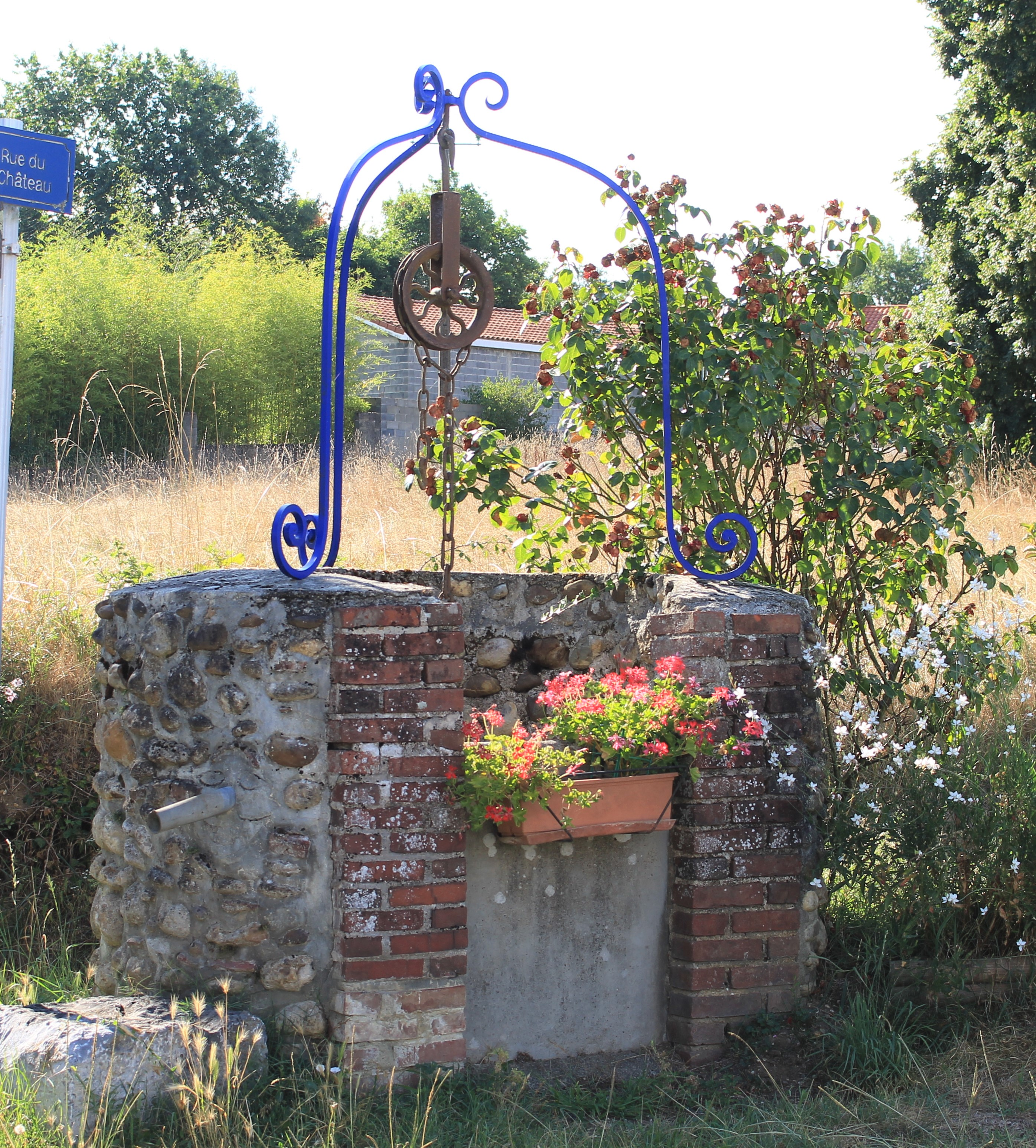
Un puits.

### Héraldique
| Blason | Blasonnement : D'azur à un mont isolé d'or surmonté d'un croissant d'argent. Commentaires : Blason vérifié auprès de la mairie. |